# Derecho canónico
El derecho canónico (del griego κανον kanon, para regla, norma o medida) es una ciencia jurídica que conforma una rama dentro del derecho cuya finalidad es estudiar y desarrollar la regulación jurídica de la Iglesia católica. Bajo esta definición se engloban tres conceptos que han conformado controversia acerca de su consideración a lo largo de la historia hasta nuestros días: su finalidad, su carácter jurídico y su autonomía científica.

## Iglesia católica

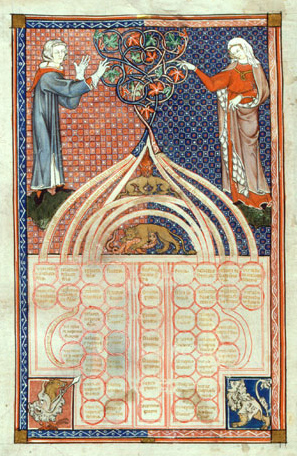
Concordia Discordantium Canonum. 1140.

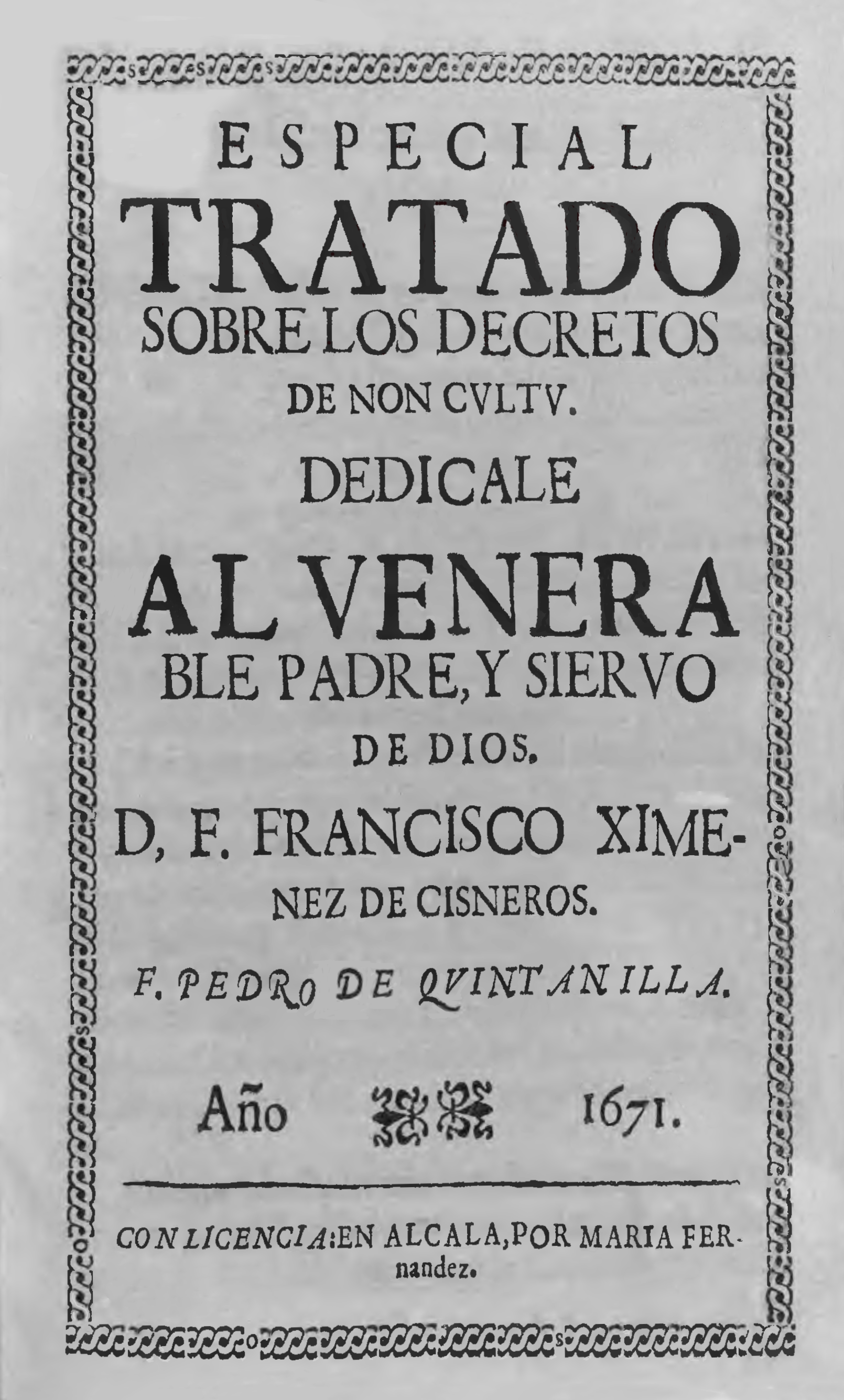
Tratado sobre los decretos de non cultu (Pedro de Quintanilla, 1671).

La Iglesia católica está dotada desde sus inicios de una organización propia y de un ordenamiento jurídico específico.
Este sistema de derecho es comúnmente conocido como «derecho canónico», haciendo alusión a una de sus principales fuentes normativas: los cánones o acuerdos conciliares.
El derecho canónico constituye un ordenamiento jurídico. Cuenta con sus propios tribunales, abogados, jurisprudencia, dos códigos completamente articulados e incluso con principios generales del derecho.

### Historia del derecho canónico
Los cánones de los concilios se complementan con decretos papales, y juntos se recogen en recopilaciones como el Liber Extra (1234), el Liber Sextus (1298) y las Clementinas (1317). Entre 1140 y 1142 Graciano redactó la Concordia discordantium canonum, más conocida como Decreto de Graciano, una obra que trata de conciliar la masa de cánones existentes desde siglos anteriores, muchos de ellos opuestos entre sí.
Posteriormente, se formó una colección denominada Corpus Iuris Canonici, que incluía las seis principales obras canónicas oficiales y particulares, compuestas entre 1140 y 1503, que fue aplicada hasta la promulgación del Código de Derecho Canónico de 1917.
En el siglo XX se inicia un proceso de codificación formal por medio de recopilación del ya extenso cuerpo de normas que era complejo y difícil de interpretar. Aunque la recopilación del derecho positivo vigente comenzó en el pontificado de San Pío X, el primer Código de Derecho Canónico se promulgó por Benedicto XV en 1917. Este hecho es considerado el acontecimiento intraeclesial más importante de este pontificado, porque el Código se constituyó como un elemento básico de la organización de la Iglesia católica.
El Código de Derecho Canónico (Codex Iuris Canonici en latín) que rige actualmente fue promulgado por el papa Juan Pablo II el 25 de enero de 1983, derogando al entonces vigente, el pío-benedictino de 1917. Consta de siete libros, que tratan (en orden) de los siguientes asuntos: normas generales, el pueblo de Dios, la función de enseñar de la Iglesia, las funciones de santificar a la Iglesia, los bienes temporales de la Iglesia, las sanciones en la Iglesia y los procesos.
Este código de derecho canónico solo estaba en vigor para la Iglesia católica de rito latino. En el ámbito de las Iglesias Católicas sui iuris de ritos orientales se comenzó la codificación en 1917, pero no se llegó a terminar; solo se promulgaron algunas partes antes de la convocatoria del Concilio Vaticano II. Una vez promulgado el Código latino en 1983, se comenzó una nueva codificación oriental que terminó en 1990, promulgando el Código de los Cánones de las Iglesias Orientales (Codex Canonum Ecclesiarum Orientalium), vigente.

### Ramas del derecho canónico
El derecho canónico puede dividirse en distintas ramas: 
- Derecho canónico constitucional,
- Derecho canónico fundamental,
- Derecho canónico administrativo,
- Derecho canónico penal,
- Derecho canónico procesal,
- Derecho canónico sacramental,
- Derecho canónico matrimonial,
- Derecho canónico oriental, etc.

## Iglesias anglicanas
En la Iglesia de Inglaterra, las cortes eclesiásticas que antes decidían gran cantidad de asuntos tales como matrimonios, divorcios, testamentos, o difamación, todavía tienen jurisdicción para algunos asuntos relacionados con la Iglesia (por ejemplo, disciplina del clero, temas de propiedad eclesiástica o temas relacionados con iglesias, en el sentido inmobiliario). Su estatus separado se remonta al siglo XII, cuando los normandos las separaron de las cortes mixtas que utilizaban los sajones.
En contraste con los otros sistemas jurídicos anglosajones, la ley que se utiliza en temas eclesiásticos es en parte similar al Derecho continental, y se rige fuertemente por lo establecido en las leyes. Tras la Reforma protestante, las cortes eclesiásticas en Inglaterra se convirtieron en cortes adscritas a la corona. Enrique VIII se hizo cargo de la legislación en esta materia y surgió un cuerpo específico de letrados para los temas regidos por el derecho canónico. Más adelante, a mediados del siglo XIX, se redujo en gran medida la jurisdicción de estos tribunales.
Otras iglesias anglicanas (por ejemplo, la Iglesia Episcopal en los Estados Unidos de América, o la Iglesia Anglicana de Canadá) todavía funcionan mediante sus sistemas privados de derecho canónico.